# مرکز نوآورانه فناوری‌های تومو
مرکز نوآورانه فناوری‌های تومو (ارمنی: Թումո ստեղծարար տեխնոլոգիաների կենտրոն) یک مرکز رایگان یادگیری رسانه‌های دیجیتال در ایروان، ارمنستان می‌باشد. تومو یک مرکز سرمایه‌گذاری غیرانتفاعی است که توسط سم و سیلویا سیمونیان، که به‌طور کامل برنامه آموزشی خود را از طریق بنیاد آموزشی سیمونیان تأمین مالی می‌کند، بنیانگذاری شده‌است.

## تاریخچه
ساخت و ساز آن در سال ۲۰۰۳ آغاز و در سال‌های ۲۰۰۹–۲۰۱۰ به پایان رسید. افتتاح مرکز تومو در تاریخ ۱۴ اوت ۲۰۱۱ همراه با اجرای کنسرت فضای باز با هنرنمایی سرژ تانکیان و دوریانس (گروه موسیقی) صورت گرفت.